# 祖拉
15°15′N 39°40′E / 15.250°N 39.667°E
祖拉（Zula）是位于厄立特里亚东部红海沿岸的一座小镇。 
離為考古據點、商業中心、亞克森的港口的adulis四公里遠
1857年，提格雷部落的酋長Dejaz Negusye簽署了一份條約，要將祖拉割讓給法國，以對抗衣索匹亞的國王Tewodros II 。
Negusye之後被Tewodros擊敗，而1859年被派遣去Annesley Bay的法國巡洋艦指揮官發現該國陷入無政府狀態，也不敢進一步的宣稱主權，然後組拉(以及附近的海岸)在1886年名義上地渡讓給了埃及。 
祖拉也是1867年-1868年英國探險隊對抗Tewodros時的登陸地點，Annesley Bay提供了安全及足夠的停泊地點給當時最大的海洋船艦。英國建造了一條從組拉到阿比西尼亞高原的公路。
在埃及當局喪失了對祖拉的主權後，義大利在衣索匹亞的政權在1888年宣稱主權，在1890年時，這座城鎮併入成厄利垂亞的聚居地。